# ジミー・ヘイワード
ジェームズ・"ジミー"・ヘイワード（James "Jimmy" Hayward、1970年9月17日 - ）は、カナダ-アメリカ合衆国の映画監督、脚本家、アニメーター。

## 経歴
キングストン生まれ。若いころ、Rainmaker Entertainmentでアニメーターと広告の監督としてキャリアを開始。TVシリーズ『リブート』の初代のアニメーターの一人であった。ピクサー・アニメーション・スタジオ、20世紀フォックス、ブルースカイ・スタジオなどで、『トイ・ストーリー』、『バグズ・ライフ』、『トイ・ストーリー2』、『モンスターズ・インク』、『ファインディング・ニモ』のアニメーターとして活躍。『ロボッツ』では作画監督とシナリオ補佐であった。
ジミーのスタジオの監督デビューは、ジム・キャリーとスティーヴ・カレルの演じた『ホートン/ふしぎな世界のダレダーレ』（原作はドクター・スース） であり、2009年5月現在$297,138,014の利益を得た。
ジミーの最初の実写映画『ジョナ・ヘックス』が、2010年6月に公開された。

## 作品
- リブート（1994年）（アニメーター）
- トイ・ストーリー（1995年）（アニメーター）
- バグズ・ライフ（1998年）（アディショナルアニメーター）
- トイ・ストーリー2（1999年）（アニメーター、additional story material）
- モンスターズ・インク（2001年）（アニメーター）
- Mike's New Car （2002年）（アニメーター）
- ファインディング・ニモ（2003年）（アニメーター）
- ロボッツ（2005年）（作画監督、シナリオ補佐）
- ホートン/ふしぎな世界のダレダーレ Horton Hears a Who（2008年）（監督）
- ジョナ・ヘックス（2010年）（監督）[7]
- Free Birds（2013年）（監督、脚本）